# 孙学颜
孙学颜（1677年—1734年），字克用，号周冕，又号舫山，清代桐城人。

## 生平
生于康熙十六年（1677年）。早年於麻山講學，时人称之麻山先生。拜方闲阿为师。以科举是“功名利禄”，终生不应科举。搜集吕留良之《吕氏讲议》刻印。雍正六年，因曾静案被牽連入獄，雍正十二年（1734年）十一月，與车鼎丰、车鼎贲、周敬舆、黄敬庵等同時被斬殺。好友方柱川料理其事後。孙学颜被害後，“家中藏书悉化为烟灰”。